# Ernest de Blignières
Pour les articles homonymes, voir Blignières et Famille Le Barbier de Blignières.
Ernest de Blignières, né à Paris le 9 avril 1834 et mort le 8 juillet 1900, est un haut fonctionnaire et homme politique français. Inspecteur général des finances, il devient préfet de département en France puis ministre en Égypte.

## Biographie
Entré dans l'Administration centrale des Finances en 1853, il obtient son doctorat à la Faculté de droit de Paris en 1860. Il est nommé adjoint à l'Inspection général des Finances en 1861, puis inspecteur général des finances en 1863.
Il est successivement nommé préfet des Vosges en 1871, de la Charente-Inférieure en 1873 et de la Loire en 1875.
Directeur de la Caisse de la dette publique égyptienne, il devient ministre des Travaux publics dans le gouvernement égyptien de Nubar Pacha en 1878.

## Distinctions
- Officier de la Légion d'honneur (31 juillet 1879)[2]

 Grand-croix de l'ordre du Médjidié

## Pour approfondir